# Boris Orlov
Boris Nikolajevič Orlov, rusky Борис Николаевич Орлов (1935–2012) byl ruský biolog, vysokoškolský pedagog, doktor věd, profesor, akademik Evropské akademie přírodních věd.
Roku 1960 zakončil biologickou fakultu NNGU. V roce 1972 obhájil dizertační práci a získal doktorát v oboru biologie (DrSc.). Roku 1974 se stal profesorem na Nižněnovgorodské státní univerzitě N. I. Lobačevského (NNGU), v letech 1968-1971 děkan Biologické fakulty. V letech 1974—1989 byl vedoucím katedry fyziologie a biochemie člověka a živočichů NNGU. Roku 1985 vydal knihu "Zootoxikologie".